# フランク・レスリー

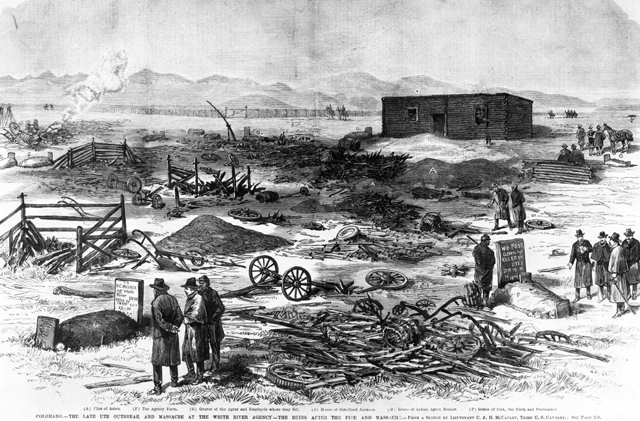
1879年のFrank Leslie's Illustrated Newspaperの挿絵、インディアンに殺害されたNathan Meekerの事件を描いている。

フランク・レスリー（Frank Leslie、1821年3月29日 - 1880年1月10日）は、イギリス生まれの版画家、イラストレーターである。 1848年にアメリカ合衆国に移住し、アメリカで、家庭向けの定期刊行物を創刊し発行した。

## 略歴
イギリス、サフォーク州のイプスウィッチで生まれた。父親は成功した手袋製造工場の経営者であった。イプスウィッチの学校で商業を学ぶが、少年のころから工芸に興味を持ち、近所の銀細工師の仕事に興味を持ち、職人を真似て、道具をそろえ、13歳の時、故郷の街の紋章の版画を彫った 。
17歳でロンドンの叔父の工場に送られ、余暇の時間は絵を描き、版画を作ったりしていたが、家族に絵を描くことを反対されたのでヘンリー・カーター(Henry Carter)の本名が分からないようにフランク・レスリーの名前で「イラストレイテド・ロンドン・ニュース」の挿絵を送り、優れた技量は認められて20歳で手袋製造の仕事を辞め、イラストレイテド・ロンドン・ニュースの図版制作の監督の仕事につき、版画の新しい技法も開発した。
イングランドで最初の結婚をし、3人の息子が生まれたが、1860年に離婚した。1857年に法的にもフランク・レスリーに改名した。
1848年にアメリカ合衆国に移住し 、1952年にはボストンの絵入り週刊誌「Gleason's Pictorial」の出版社で働き、図版の分割と分業制作による図版制作の納期短縮のシステムを作り上げた。1853年にニューヨークに移り、見世物の興行師のP・T・バーナムが創刊し、短命に終わった絵入り雑誌の挿絵を描いた。その雑誌が廃刊になった後、はじめて自らの雑誌「Frank Leslie's Ladies' Gazette of Fashion and Fancy Needlework」を創刊し、レスリー自身とウィリアム・ハーコート・フーパー(William Harcourt Hooper: 1834–1912)の木版画を掲載したが、フーパーとの協力は1854年には絶たれた 。「 New York Journal」を続けて創刊し、1855年に「Frank Leslie's Illustrated Newspaper」に創刊し、「 Boy's and Girl's Weekly」や「 Budget of Fun」を創刊した。「Frank Leslie's Illustrated Newspaper」はニュースや小説も掲載し、1922年まで刊行を続けた
。1861年から1865年まで続いた南北戦争中にレスリーやレスリーのスタッフが制作した、戦場の場面を描いたイラストレーションは歴史的な価値の高いものになった。1867年のパリ万国博覧会では役員を務めた。
婦人雑誌の編集者が病気になった時代役となった文筆家 ミリアム・フォライン・スキアー(Miriam Folline Squier: 1836-1914)という既婚の女性と親しくなり、1873年にミリアムは前の夫と離婚し、1874年ころレスリーはミリアムと2度目の結婚をした。レスリー夫妻はニューヨーク州サラトガスプリングスの夏の別荘で、多くの著名人をもてなした。1877年に、多くの友人とともにニューヨークからサンフランシスコまでの贅沢な列車旅行を行い、ミリアムはこの旅行の旅行記『ゴッサムからゴールデンゲートまで(From Gotham to the Golden Gate)』(1877)を執筆した 。贅沢な暮らしと不況により、レスリーは多額の負債を抱えることになった。
1880年にフランク・レスリーはニューヨークで58歳で亡くなった。
出版社はミリアムが引き継ぎ、経営を立て直した。ミリアムは1881年に名前をフランク・レスリーに変更する法的手続きをした。

## フランク・レスリーが刊行した出版物の挿絵

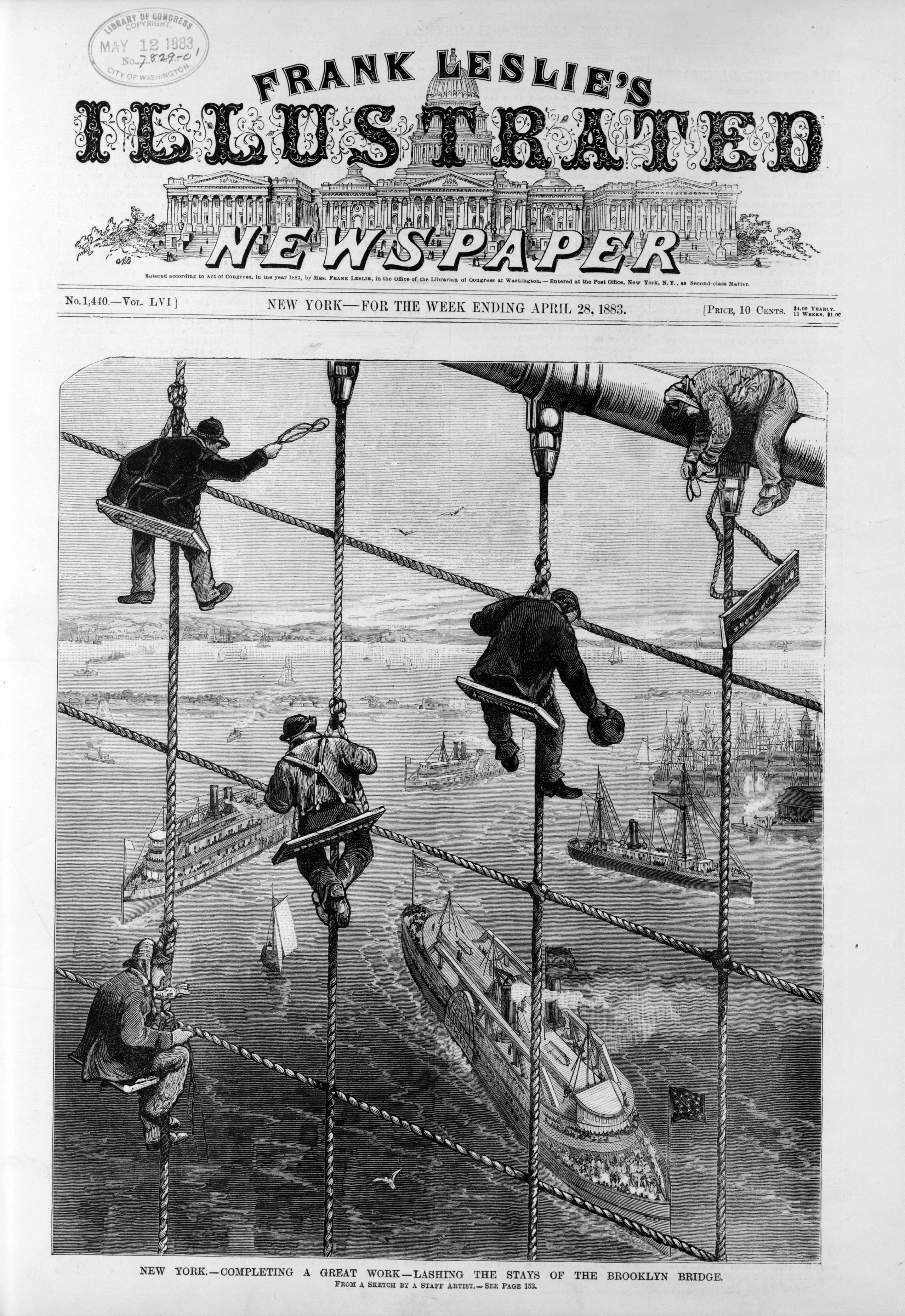
1883年のFrank Leslie's Illustrated Newspaper 表紙
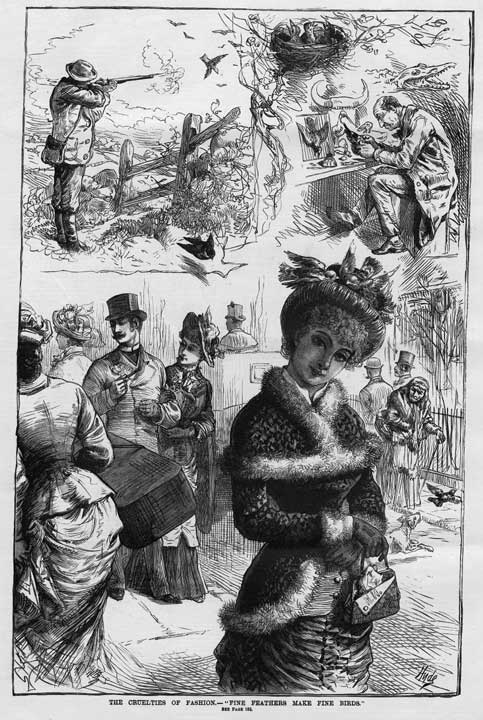
"The cruelties of fashion: fine feathers make fine birds"、1883年のFrank Leslie's Illustrated Newspaper挿絵
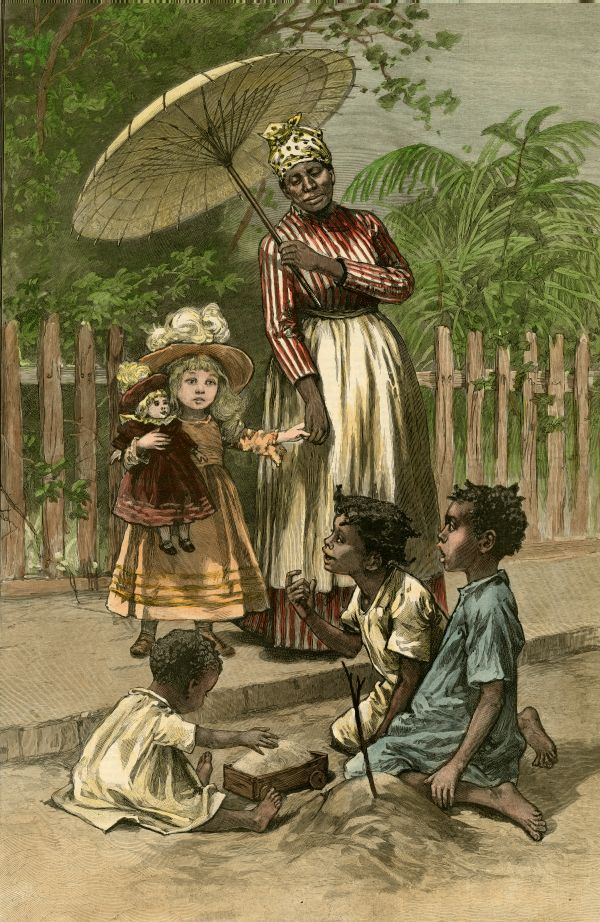
"Winter in Florida - An invitation to play" 1888年のFrank Leslie's Illustrated Newspaper挿絵
1877年のFrank Leslie's Popular Monthlyの挿絵,

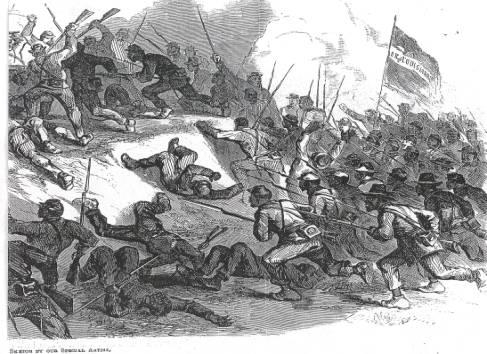
1863年の南北戦争を描いた　Frank Leslie's Illustrated Newspaperの挿絵
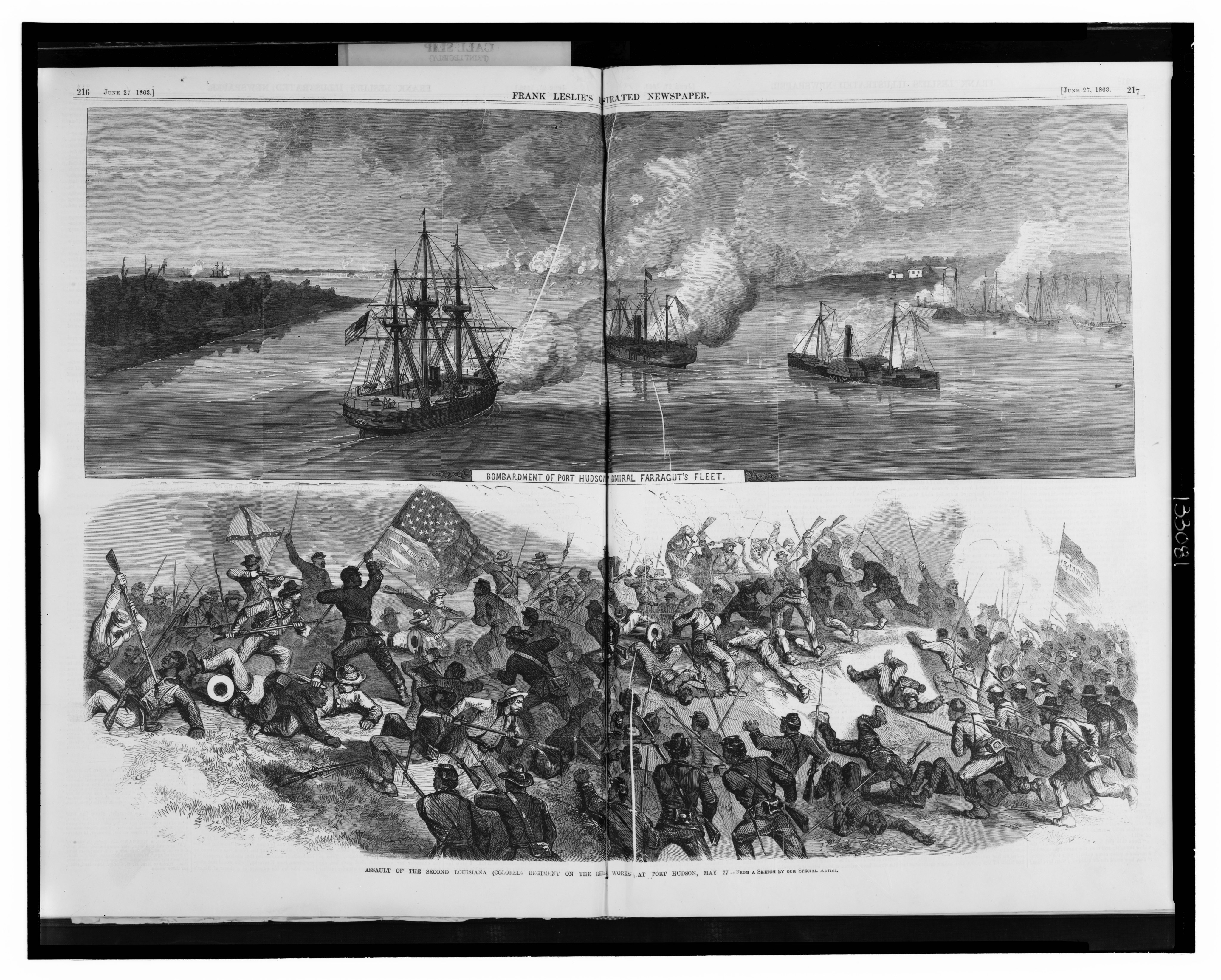
1863年の南北戦争を描いた　Frank Leslie's Illustrated Newspaperの挿絵
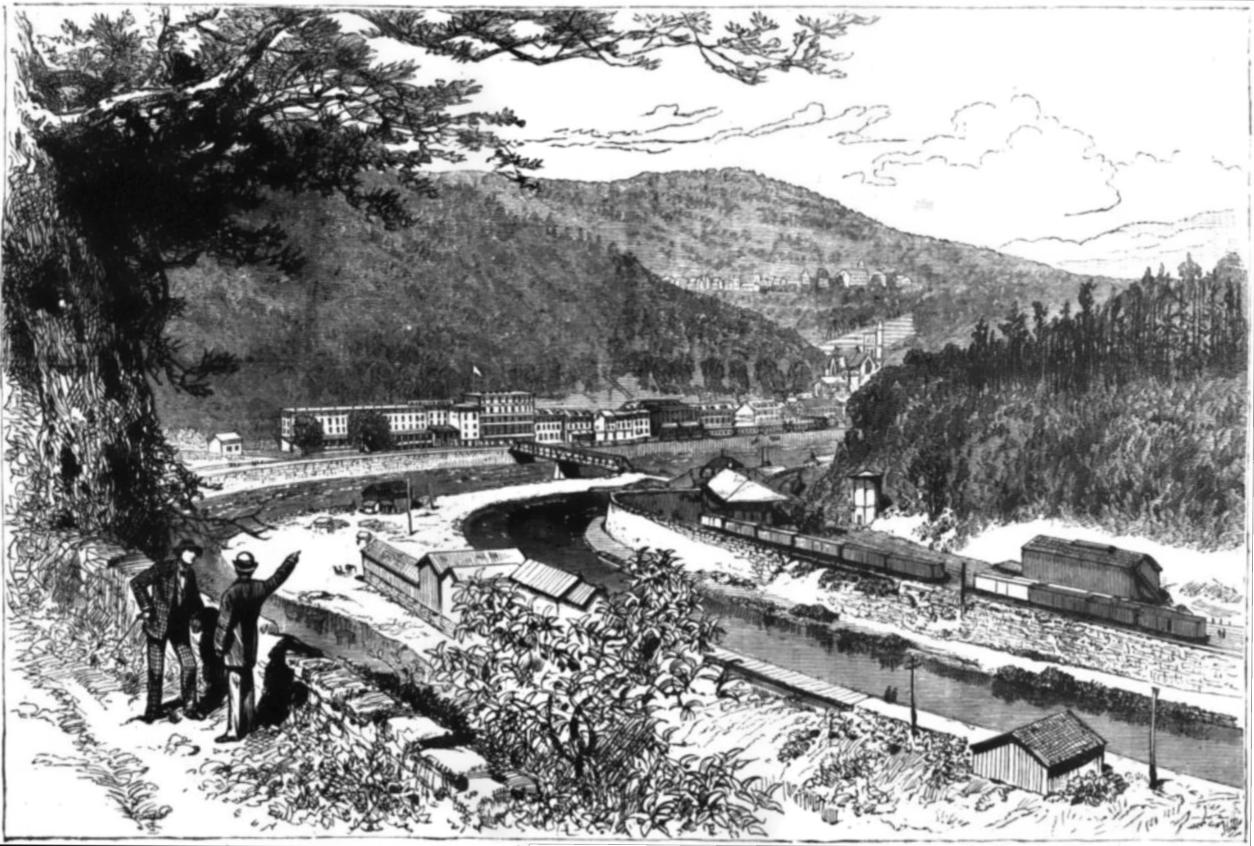
1880年のFrank Leslie's Popular Monthlyの挿絵,